# Еінген-ам-Ріс
Еінген-ам-Ріс (нім. Ehingen am Ries) — громада в Німеччині, знаходиться в землі Баварія. Підпорядковується адміністративному округу Швабія. Входить до складу району Донау-Ріс. Складова частина об'єднання громад Еттінген-ін-Байєрн.
Площа — 15,64 км2. Населення становить 767 ос. (станом на 31 грудня 2020).

## Галерея

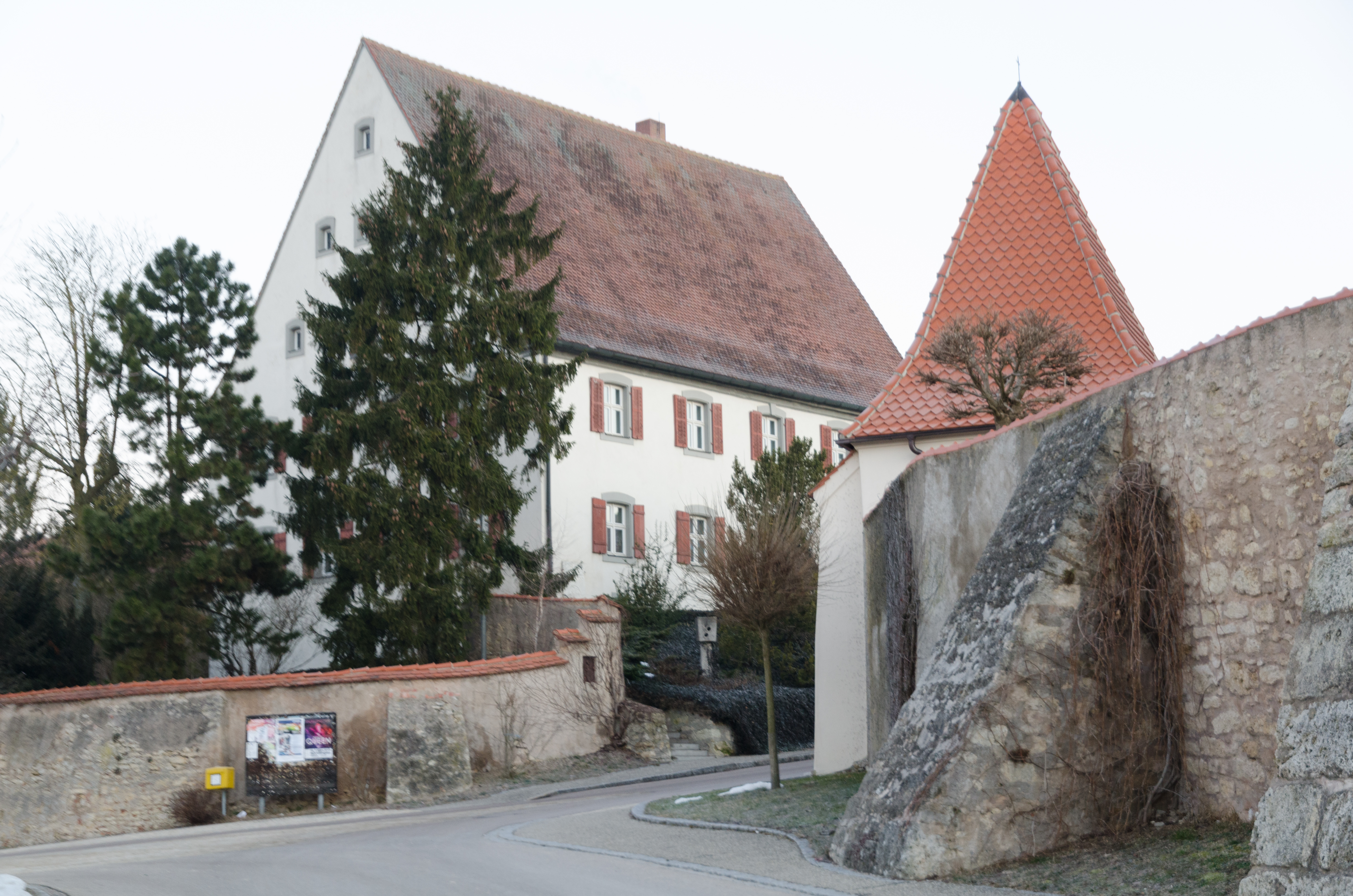